# Tomaszów Lubelski (gmina)
Pour les articles homonymes, voir Tomaszów Lubelski (homonymie).
Tomaszów Lubelski est une gmina rurale (gmina wiejska) du powiat de Tomaszów Lubelski, dans la Voïvodie de Lublin, dans l'est de la Pologne (capitale de la voïvodie).
Son siège administratif (chef-lieu) est la ville de Tomaszów Lubelski, bien qu'elle ne fasse pas partie du territoire de la gmina.
La gmina couvre une superficie de 170,78 km2 pour une population de 10 886 habitantsen 2006.

## Histoire
De 1975 à 1998, la gmina est attachée administrativement à l'ancienne voïvodie de Zamość.

Depuis 1999, elle fait partie de la nouvelle voïvodie de Lublin.

## Géographie
La gmina inclut les villages (sołectwa) de:

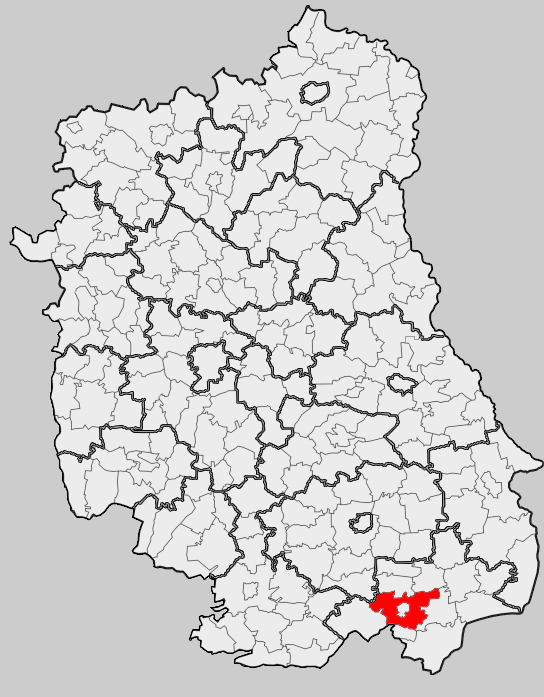
Position de la gmina dans la voïvodie

- Bujsce
- Bukowina
- Chorążanka
- Cieplachy
- Cybulówka
- Dąbrowa
- Długie
- Dobrzanówka
- Dolina
- Dub
- Folwarczysko
- Glinianki
- Górno
- Irenówka
- Jeziernia
- Justynówka
- Kapisówka
- Kątek
- Klekacz
- Klimowice
- Łaszczówka
- Łaszczówka-Kolonia
- Ławki
- Lipka
- Majdan Górny
- Majdanek
- Maziarnia
- Nowa Wieś
- Nowy Przeorsk
- Parama
- Pardasówka
- Pasieki
- Podbełżec
- Podbór
- Podhorce
- Polesie
- Przecinka
- Przeorsk
- Rabinówka
- Rogowe Kopce
- Rogóźno
- Rogóźno-Kolonia
- Ruda Wołoska
- Ruda Żelazna
- Sabaudia
- Siwa Dolina
- Sołokija
- Sutki
- Sybir
- Szarowola
- Szkoci Dół
- Sznury
- Typin
- Ulów
- Wieprzowe Jezioro
- Wygon
- Zamiany

### Gminy voisines
La gmina de Tomaszów Lubelski est voisine de:

la ville de :
- Tomaszów Lubelski

et les gminy de
- Bełżec
- Jarczów
- Krasnobród
- Lubycza Królewska
- Narol
- Rachanie
- Susiec
- Tarnawatka

## Structure du terrain
D'après les données de 2002, la superficie de la commune de Tomaszów Lubelski est de 170,78 kilomètres carrés, répartis comme telle :
- terres agricoles : 67 %
- forêts : 27 %

La commune représente 11,48 % de la superficie du powiat.

## Démographie
Données du 30 juin 2004
| Description        | Total  | Total | Femmes | Femmes | Hommes | Hommes |
| ------------------ | ------ | ----- | ------ | ------ | ------ | ------ |
| Unité              | Nombre | %     | Nombre | %      | Nombre | %      |
| Population         | 10 909 | 100   | 5 468  | 50,1   | 5 441  | 49,9   |
| Densité (hab./km²) | 63,9   | 63,9  | 32     | 32     | 31,9   | 31,9   |